# Kusu (Ōita)
Pour les articles homonymes, voir Kusu.
Kusu (玖珠町, Kusu-machi) est un bourg du district de Kusu, dans la préfecture d'Ōita, au Japon.

## Géographie

### Situation
Yufu est située dans l'ouest de la préfecture d'Ōita.

### Démographie
Au 1er décembre 2014, la population s'élevait à 15 928 habitants répartis sur une superficie de 286,44 km2.

## Transports
Kusu est desservie par la ligne principale Kyūdai de la JR Kyushu. La gare de Bungo-Mori est la principale gare du bourg.